# Jan Kuliga
Jan Kuliga – raciborski polityk, w latach 1990–1994 sprawował funkcję prezydenta Raciborza.
W 1991 roku jako ówczesny prezydent miasta powołał do życia Straż Miejską, której pierwszym komendantem został Jan Klimaszewski.